# La Chapelle-Villars
 La Chapelle-Villars  es una población y comuna francesa, situada en la región de Auvernia-Ródano-Alpes, departamento de Loira, en el distrito de Saint-Étienne y cantón de Pélussin.

## Demografía
| 205 | 209 | 227 | 223 | 262 | 333 |
| Para los censos de 1962 a 1999 la población legal corresponde a la población sin duplicidades (Fuente: INSEE [Consultar]) |     |     |     |     |     |